# Zoltan Gera
Zoltán Gera (født 22. april 1979 i Pécs, Ungarn) er en ungarsk landsholdsspiller, der i øjeblikket spiller for Ferencvarosi TC. Som alsidig midtbanespiller bliver Gera benyttet på hele midtbanen, men ungarerens foretrukne position er offensiv midtbane.

## Spillerkarriere

### Starten i Ungarn
Gera startede sin karriere hos Harkány SE, men skiftede allerede efter en sæson til Pécs, hvor han fik sit endelige gennembrud, hvilket førte til et skifte til det ungarske storhold Ferencváros. Her spillede han i fire sæsoner, før turen gik til det engelske og West Bromwich Albion

### West Bromwich Albion
Gera fik sin debut for WBA i en Premier League kamp, den 14. august 2004 mod Blackburn Rovers, hvor han kom ind fra bænken i det 87. minut.
Gera nød stor succes i sin tid hos WBA, hvor han var en af de mest roste spillere i truppen i kraft af nogle gode præstationer i den stribede trøje. Derudover blev Gera valgt til årets spiller i Ungarn i både 2004 og 2005 efter at have modtaget prisen første gang i 2002, mens han spillede for Ferencváros.
Efter fire sæsoner i WBA bestemte Gera sig for at rykke videre ved kontraktudløb, da ungarerens ambitioner var at spille i Premier League (WBA rykkede ned i 2006 og missede oprykning året efter).

### Fulham
Den 9. juni 2008 bestemte Gera sig for at tage til London og Fulham F.C., hvor han i starten nød stor tillid fra træner Roy Hodgson. Men eftersom ungareren ikke præsterede på banen, mistede han pladsen til amerikanske Clint Dempsey, og Gera måtte siden nøjes med en rolle som indskifter og sjælden starter.
I 2009/10 sæsonen imponerede Gera dog fansene på Craven Cottage med fremragende præstationer i både liga og cup, og han blev anset som førstevalg til den hængende angriber-plads med den deciderede angriber Bobby Zamora foran sig. Gera skrev sig selv ind i Fulhams historiebøger, da han den 29. april, 2010, scorede det afgørende mål i 2-1 sejren over Hamburger SV i Europa League semifinalen, som samtidig sendte The Cottagers i finalen. Han blev efter sæsonen valgt til Årets Spiller i Fulham af fansene.
I 2010/11 sæsonen blev Gera marginaliseret af den nye manager Mark Hughes, og det blev bekræftet i slutningen af sæsonen, at ungareren forlader klubben. I sin afskedskamp mod Arsenal på Craven Cottage den 22. maj, 2011, blev Gera udvist for en tackling på Thomas Vermaelen efter at være blevet indskiftet få minutter forinden.

### West Bromwich Albion
Geras kontrakt med Fulham udløb i juni 2011, og i august samme år skiftede han til sin tidligere klub West Bromwich Albion.

## Titler

### Klub
Ferencvárosi TC
- Ungarske Liga: 2001, 2004
  - 2. plads: 2002, 2003
- Ungarske Cup: 2003, 2004
- Ungarske Super Cup: 2004

 West Bromwich Albion F.C.
- The Championship: 2008

### Individual
- Årets Spiller i Ungarn: 2002, 2004, 2005
- 'Tibor Simon Prisen': 2003
- Topscorer og Bedste Spiller i den Ungarske Liga med Ferencvaros: 2003
- Kaptajn for Ungarn: 2004-
- 2004/05 Premier League all-star hold (soccernet.com)
- Tredjeplads i kategorien 'Best Rookie Player of the Season' i magasinet Match: 2004/05
- Femteplads i ITV 'Best Foreign Rookie of the Season' afstemning: 2004/05
- 'Championship Footballer of the Year' : 2007/08 (The Guardian)
- Med på'The Championship all-star team' i sæsonen 2007/08 (The Guardian)
- Andenplads i Europa League 2009/10
- Valgt til Årets Spiller i Fulham for sæsonen 2009/10